# ミシャエウ・ヒシャルジ・デウガド・ジ・オリヴェイラ
ミシャエウ（Michael）ことミシャエウ・ヒシャルジ・デウガド・ジ・オリヴェイラ（ポルトガル語: Michael Richard Delgado de Oliveira、1996年3月12日 - ）は、ブラジルのサッカー選手。ポジションはFW。

## クラブ歴

### 州リーグ時代
地元のエスコリーニャ・ジアマンチ・ヴェルジでサッカーを始めた。2012年にゴイアニアに向かい、アトレチコ・ゴイアニエンセ、ヴィラ・ノヴァFC、ゴイアニアECのトライアルに参加した。
2015年、エウロ・ブラジウでアマチュアの時代を過ごした後、カンピオナート・ゴイアーノ・テルセイラ・ディヴィソン所属のモンチ・クリストECに加入。8月29日の試合で選手初出場となったものの、0-5で敗北した。
2016年にゴイアニアECに加入。加入当初はU-20チームに割り振られていたが、カンピオナート・ゴイアーノ・セグンダ・ディヴィソン開始を前にしてトップチームに昇格。同年8月14日に選手初得点を記録し、試合を1-0の勝利に導いた。
2016年12月26日、カンピオナート・ゴイアーノ所属のゴイアネシアECに移籍。レギュラーとして出場し、3月12日の試合ではハットトリックを達成した。

### ゴイアス
2017年4月13日、同年のカンピオナート・ゴイアーノでブレークスルーした選手として名を上げた彼は、ゴイアスECに加入した。5月13日のカンピオナート・ブラジレイロ・セリエBでハーフタイムにジェアン・カルロスに代えて出場し移籍後初出場、また彼自身としては初めての全国選手権出場となった。7月7日にプロ初得点を記録。このシーズンは主に控えであったが、クラブ自体も降格を何とか免れる成績であった。
2018シーズンはレギュラーを奪取。全国選手権では33試合7得点の成績を残し、クラブのカンピオナート・ブラジレイロ・セリエA昇格に貢献した。
2019年4月28日にカンピオナート・ブラジレイロ・セリエA初出場。全国1部初得点は5月5日となった。10月から11月にかけては12試合6得点と大活躍を見せ、同年のカンピオナート・ブラジレイロ・セリエA新人賞を受賞した。

### フラメンゴ
2020年1月10日、ゴイアスはCRフラメンゴへ750万レアルで移籍したと発表。